# Интергелиозонд
Интергелиозо́нд (Интергелиос или «Интергелио–Зонд») — российский проект космического комплекса планетных исследований, в частности — исследований Солнца с близкого расстояния и внутренней гелиосферы. Запуск космических аппаратов планировался в 2015 году, но не был осуществлён, но впоследствии после секвестра Федеральной космической программы был перенесён за 2025-й год. Это совместный проект ряда российских институтов и 13 европейских стран. Проект утверждён Федеральной космической программой и разрабатывается в рамках секции «Солнечная система» совета Российской академии наук по космосу.
Эскизное проектирование и дополнение к эскизному проекту были рассмотрены, утверждены заказчиком и научно-исследовательским отделом заказчика в конце 2012 года. 29 апреля 2013 года Совет по космосу РАН передал проект Интергелиозонд от ИЗМИРАН в ИКИ РАН, который, в свою очередь, по мнению специального корреспондента сетевого издания ЭБН М. Тоцкого, начал пересмотр результатов, изложенных в дополнении к эскизному проекту. Факт пересмотра корреспондент связал с рейдерством. Действительный член Международной академии астронавтики, доктор физико-математических наук, профессор Олег Вайсберг опроверг обвинения. 

## Основные научные задачи
- определить механизмы нагрева солнечной короны и ускорения солнечного ветра;
- исследовать тонкую структуру и динамику солнечной атмосферы;
- определить природу и глобальную динамику наиболее мощных проявлений солнечной активности — солнечных вспышек и выбросов коронального вещества и их влияние на гелиосферу и космическую погоду;
- исследовать Солнце как мощный и изменчивый ускоритель частиц;
- пронаблюдать с высоких широт и исследовать солнечную атмосферу и корону в полярных и экваториальных областях.

### Наблюдения и измерения
Особенность орбиты КА позволит выполнить целую серию наблюдений и измерений:
- наблюдения солнечной атмосферы с высоким пространственным разрешением;
- коротационные наблюдения и измерения;
- локальные измерения вблизи Солнца;
- внеэклиптические наблюдения и измерения;
- стереонаблюдения Солнца (совместно с другими КА);
- наблюдения невидимой с Земли стороны Солнца.

## Характеристики КА
Станция будет состоять из орбитально-перелетного модуля, теплозащитного экрана для защиты комплекса научной аппаратуры и служебных систем от нагрева солнечным излучением, двигательной установки, обеспечивающей необходимые коррекции на этапе перелёта к Солнцу.
Спутник будет изучать Солнце и околосолнечную среду с расстояний до 60-70 радиусов Солнца. Спутник займется исследованием солнечных активных явлений и связанных с ними эффектов, «короны Солнца» и «солнечного ветра», полярных областей Солнца и гелиосферы.
Запуск будет осуществляться с помощью ракеты-носителя «Союз-2» и направлен к Солнцу на расстояние в несколько десятков миллионов километров.

## Научная аппаратура
Солнечные приборы:
- рентгеновский телескоп;
- рентгеновский спектрометр;
- магнитограф;
- коронограф;
- оптический фотометр.

Гелиосферные приборы:
- анализатор ионов солнечного ветра;
- анализатор электронов солнечного ветра;
- анализатор плазмы и пыли;
- магнито-волновой комплекс;
- магнитометр;
- детектор энергичных частиц;
- детектор солнечных нейтронов;
- гамма-спектрометр;
- радиоспектрометр.

## Схема миссии
КА стартует c Земли и за счёт многократных гравитационных манёвров у планеты Венера, будет приближаться к Солнцу.